# Sindrome di Stendhal

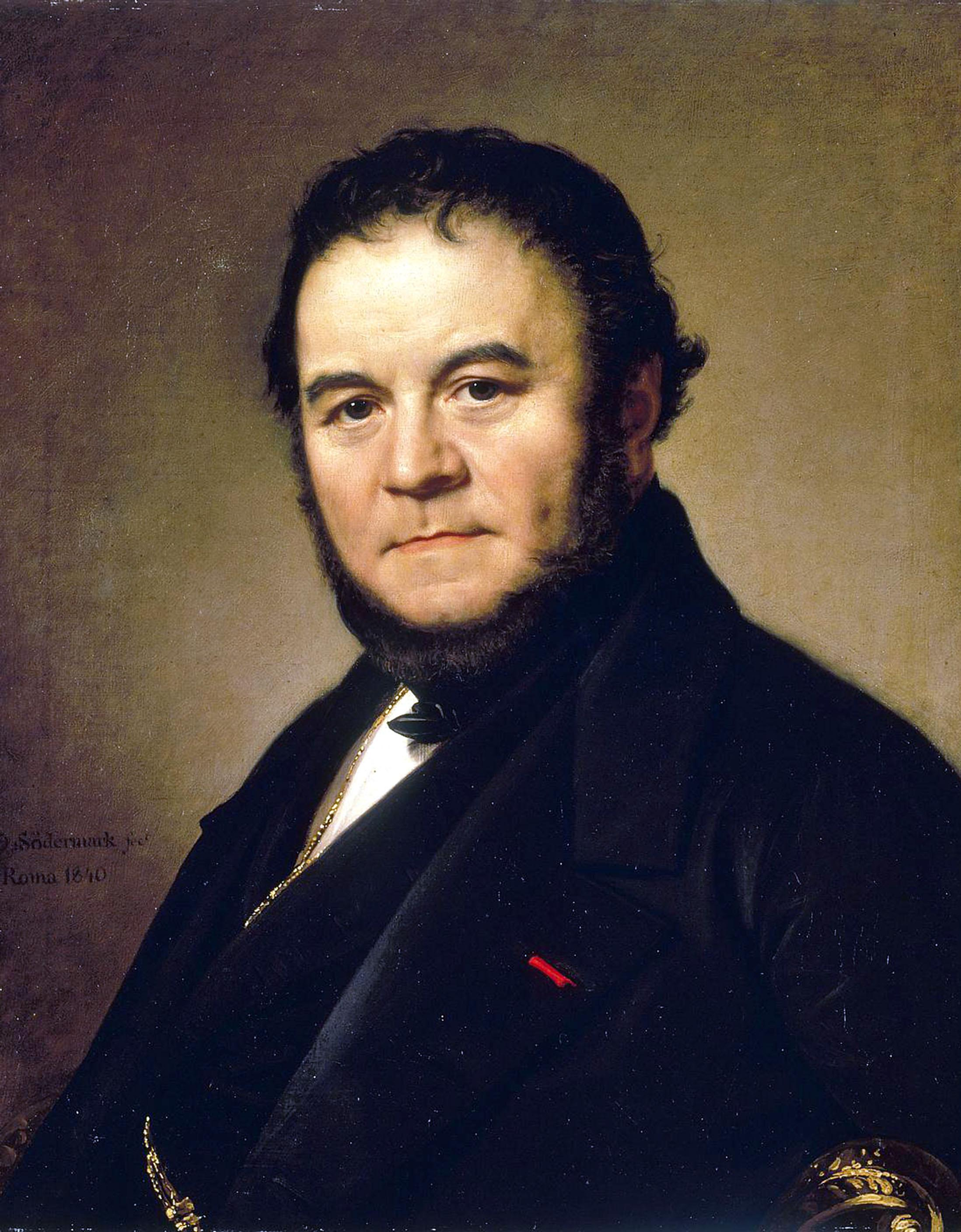
Lo scrittore francese Marie-Henri Beyle, meglio conosciuto come Stendhal

La sindrome di Stendhal è un'affezione psicosomatica che provoca tachicardia, capogiri, vertigini, confusione e allucinazioni in soggetti messi al cospetto di opere d'arte di straordinaria bellezza, specialmente se sono localizzate in spazi limitati.

## Etimologia
Il nome di questa sindrome è attribuito allo scrittore francese Stendhal, pseudonimo di Marie-Henri Beyle (1783-1842), che ne fu personalmente colpito durante il suo Grand Tour effettuato nel 1817, e ne diede una prima descrizione che riportò nel suo libro Roma, Napoli e Firenze:

## Storia
Il disturbo venne individuato e analizzato per la prima volta nel 1977 dalla psichiatra fiorentina Graziella Magherini, che descrisse alcuni casi di turisti stranieri in visita a Firenze colpiti da episodi acuti di sofferenza psichica a insorgenza improvvisa e di breve durata. Tali pazienti, perlopiù di sesso maschile, di età compresa fra 25 e 40 anni e con un buon livello di istruzione scolastica, viaggiavano da soli, erano provenienti dall'Europa occidentale o dall'America del Nord e si mostravano molto interessati all'aspetto artistico del loro itinerario. L'esordio del disagio si presentò poco tempo dopo il loro arrivo a Firenze e si verificò all'interno dei musei durante l'osservazione delle opere d'arte.
I sintomi descritti all'esordio non furono ascrivibili a uno specifico disturbo psichiatrico, bensì abbracciavano più aree della tradizionale psicopatologia, da quella psicotica a quella nevrotica/dissociativa. Dei 106 turisti descritti da Magherini, infatti, alcuni presentavano disturbi del contenuto e della forma del pensiero con intuizioni e percezioni deliranti associate a disturbi delle senso/percezioni con allucinazioni uditive, fenomeni illusionali e cenestofrenie; altri presentavano disturbi affettivi, con umore orientato in senso depressivo con contenuti olotimici di colpa e di rovina o, viceversa, in senso maniacale con euforia e manifestazioni di estasi. Altri ancora manifestavano sintomi riferibili agli attuali criteri diagnostici per il disturbo di panico, con crisi acute di ansia libera o situazionale.
In età contemporanea è stato scoperto che anche la musica moderna, di forte impatto psicologico ed emotivo, può essere causa di stati molto simili a deliri comuni e allucinazioni, la cui diagnosi è tuttavia accostabile di preferenza alla psicosi.

## Interpretazione psicoanalitica
Numerosi psicoanalisti a partire da Freud si sono interessati all'interpretazione delle opere d'arte, alla creatività degli artisti e alle risposte del fruitore e molti concordano nell'affermare che gli artisti tramite le loro opere comunicano conflitti infantili profondi, fantasie edipiche represse che si manifestano sotto forma di espressione artistica, come accade con i sogni.
L'interpretazione della sindrome di Stendhal da parte di Graziella Magherini si basa su diverse teorie psicoanalitiche dalle quali ha estratto una formula che tenta di spiegare il rapporto tra fruitore e opera d'arte: Fruizione artistica = Esperienza estetica primaria madre-bambino + Perturbante + "Fatto scelto" + "F", dove per esperienza estetica primaria madre-bambino è inteso il primo incontro del bambino con il volto, i seni e la voce della madre, rispecchiando così anche il primo rapporto con l'estetica e il primo contatto con la bellezza; il perturbante, concetto ripreso da Freud, consiste in un'esperienza conflittuale passata rimossa, molto significativa da un punto di vista emotivo che ritorna prepotentemente attiva nel momento in cui c'è l'incontro con l'opera d'arte e in particolar modo con il "Fatto Scelto", ossia un particolare dell'opera sul quale la persona concentra tutta la sua attenzione, che richiama alla mente particolari vissuti personali e, quindi, conferisce all'opera quel particolare e personale significato emozionale responsabile secondo Magherini dello scatenamento della sintomatologia psichica.

## Interpretazione neurobiologica
La sindrome di Stendhal, anche se dalla sua prima descrizione a oggi non è stata indagata approfonditamente dal punto di vista scientifico, per vari motivi appare un fenomeno privo di una sua specificità psicopatologica. In primo luogo questo disturbo non sembra verificarsi esclusivamente a Firenze ma esistono descrizioni di casi simili in molte altre parti del mondo, come la cosiddetta sindrome di Gerusalemme, la sindrome Indiana di Airaud e la sindrome di Parigi. Questi quadri clinici hanno tutti un comune denominatore caratterizzato dall'insorgenza improvvisa di uno scompenso psichico acuto nel corso di un viaggio intrapreso di solito in solitudine in luoghi e ambienti fortemente suggestivi e capaci di indurre forti reazioni emozionali. Inoltre, i sintomi presentati dai soggetti colpiti non sono sempre i medesimi e riferibili a un quadro psicopatologico univoco, per cui non è possibile inquadrare la sindrome di Stendhal in una particolare categoria diagnostica psichiatrica.
Se appare improbabile che visitare Firenze o osservare un'opera d'arte siano eventi specifici e sufficienti a provocare da soli uno scompenso psichico, è molto più verosimile che il viaggio di per sé o la fruizione artistica agiscano in maniera aspecifica su soggetti già predisposti o già affetti da specifici disturbi mentali, attraverso la stimolazione di aree cerebrali coinvolte sia nei meccanismi neurologici che permettono la fruizione artistica (simulazione incarnata-neuroni specchio) sia nella formazione degli stati emozionali normali e patologici (amigdala, striato ventrale, corteccia orbito frontale laterale e mediale, corteccia anteriore del cingolo, sistema dei neuroni specchio, ecc.).
Attraverso il meccanismo della simulazione incarnata mediata dai neuroni specchio l'osservazione di un'opera d'arte potrebbe teoricamente generare nell'osservatore in maniera automatica, non consapevole e pre-riflessiva i medesimi stati emozionali consci o inconsci che il suo autore ha voluto più o meno consapevolmente esprimere, in alcuni casi così intensi da generare in soggetti predisposti quadri psicopatologici complessi come quelli osservati nella sindrome di Stendhal. Anche l'interpretazione psicoanalitica della sindrome proposta dalla Magherini riletta alla luce delle recenti scoperte sui neuroni specchio e dei meccanismi relativi alla simulazione incarnata può non apparire un costrutto totalmente privo di fondamento scientifico.
Se è stato dimostrato che provare una emozione e osservare la stessa emozione provata da altri attivano la stessa struttura neurale, questi meccanismi potrebbero essere utilizzati per spiegare l'empatia o fenomeni come l'identificazione proiettiva: il "Fatto Scelto" nell'interpretazione psicoanalitica della sindrome di Stendhal potrebbe rappresentare quel particolare dell'opera d'arte che elicita una popolazione di neuroni specchio responsabile della simulazione di un particolare stato d'animo nell'osservatore e del conseguente scatenamento della sintomatologia psichica. Quello che va notato è che secondo la teoria della simulazione incarnata da parte del soggetto non ci sarebbe alcuna intenzione inconscia: l'empatia e l'identificazione proiettiva secondo questa teoria sarebbero fenomeni automatici e ubiquitari e in ogni relazione umana vi sarebbe una induzione automatica di quello che l'altro prova.
Se la sindrome di Stendhal non può essere considerata un disturbo con una propria specificità e identità in termini psicopatologici, essa potrebbe rappresentare comunque un modello teorico di studio "a ponte" fra psicoanalisi e neuroscienze per comprendere in termini neuroscientifici alcuni concetti psicoanalitici (empatia, proiezione, internalizzazione, ecc.) che in passato sono stati accusati di essere puramente metaforici o "metapsicologici" soprattutto perché il loro substrato neurale era totalmente sconosciuto.